# Demétrius Ferreira
Demetrius Ferreira Leite (ur. 19 stycznia 1974 w São Paulo) – piłkarz brazylijski występujący na pozycji obrońcy.

## Kariera klubowa
Karierę piłkarską Demetrius Ferreira rozpoczął w klubie SE Palmeiras w 1993 roku. W Palmeiras 8 listopada 1994 w zremisowanym 1-1 meczu z Grêmio Porto Alegre Ferreira zadebiutował w lidze brazylijskiej. Dzięki temu występowi zdobył mistrzostwo Brazylii. W latach 1997–1998 występował w pierwszoligowym Guarani FC. W Guarani 8 listopada 1997 w wygranym 3-2 meczu z CR Vasco da Gama Ferreira wystąpił po raz ostatni w lidze. Ogółem w latach 1994–1997 rozegrał w lidze brazylijskiej 6 spotkań.
W 1998 wyjechał do Francji, gdzie został zawodnikiem beniaminka Première Division AS Nancy. W latach 2000–2004 był zawodnikiem korsykańskiej Bastii. Z Bastią dotarł do finału Pucharu Francji w 2002, w którym uległa FC Lorient 0-1. W trakcie sezonu 2003/04 przeszedł do Olympique Marsylia. Z Olympique dotarł do finału Pucharu UEFA w sezonie 2003/2004. Ferreira wystąpił w przegranym 0-2 spotkaniu finałowym z Valencią. W sezonie 2006/07 występował w Troyes AC, z którym spadł do Ligue 2. Ogółem w latach 1998–2007 Ferreira rozegrał w lidze francuskiej 236 spotkań, w których zdobył 7 bramek.
Karierę zakończył katarskim Al-Rayyan w 2008.

## Kariera reprezentacyjna
Ferreira występował w olimpijskiej reprezentacji Brazylii. W 1995 roku uczestniczył w Igrzyskach Panamerykańskich w Mar del Plata na których Brazylia odpadła w ćwierćfinale. Na turnieju Ferreira wystąpił w meczu ćwierćfinałowym z Hondurasem.

## Źródła
- Profil
- Profil
- Profil
- Profil